# Ingobernable
Ingobernable es una serie web mexicana creada por Epigmenio Ibarra, Verónica Velasco y Natasha Ybarra-Klor, producida por Argos Comunicación para Netflix en el año 2017. Es protagonizada por Kate del Castillo, Alberto Guerra, Eréndira Ibarra y Erik Hayser.
La primera temporada estrenó el 24 de marzo de 2017.
Las grabaciones de la segunda temporada iniciaron en enero de 2018 y se estrenó el 14 de septiembre.

## Argumento
Emilia Urquiza es la primera dama de México y tiene grandes planes para mejorar las condiciones del país gracias a su compromiso de luchar por la paz. A medida que Emilia comienza a perder la fe en su marido, el presidente Diego Nava, se encuentra en un cruce donde tendrá que encontrar una manera de lidiar con un gran reto y descubrir la verdad.

## Producción
En enero de 2016, la Procuraduría General de la República citó a Kate del Castillo para que declarara en calidad de testigo sobre la relación con Joaquín Guzmán Loera; sin embargo, la empresa Netflix confirmó que la serie seguiría en pie. La posterior orden de detención en contra de la protagonista llevaría a la empresa productora (Argos Comunicación)  a cambiar los planes, pues las escenas serían filmadas entre México y San Diego, debido a que la actriz no ingresaría a territorio mexicano.

## Listado de emisión
| Temporada | Temporada | Episodios | Fecha de lanzamiento     |
| --------- | --------- | --------- | ------------------------ |
|           | 1         | 15        | 24 de marzo de 2017      |
|           | 2         | 12        | 14 de septiembre de 2018 |

## Reparto

### 1ª Temporada

#### Reparto principal
- Kate del Castillo como Emilia Urquiza García, Primera dama de México.
- Eréndira Ibarra como Mónica Álvarez / Ana Vargas-West, jefa de la Oficina de la Presidencia, agente de la Agencia Central de Inteligencia.
- Alberto Guerra como Canek Lagos Ruiz, hijo de Dolores y aliado de Emilia.
- Erik Hayser como Diego Nava Martínez, Presidente de México.
- Luis Roberto Guzmán como Pete Vázquez, agente de la Agencia Central de Inteligencia
- Álvaro Guerrero como José "Pepe" Barquet, secretario de gobernación; Presidente provisional.
- María del Carmen Farías como Dolores Lagos Ruiz, madre de Canek e institutriz de María y Emiliano.
- Aída López como Chela Lagos Ruiz, tía de Canek y pareja de Ovni.
- Marco Treviño como Agustín Aguirre, General Secretario de la Defensa Nacional
- Tamara Mazarrasa como Zyan Torres, amiga de Chela, Canek y Chris.
- Marianna Burelli como Daniela Hurtado, asistente de Patricia.
- Hernán Del Riego como Bruno Almada, general Secretario de la Defensa Nacional.
- Alicia Jaziz como María Nava Urquiza, hija de Emilia y Diego.
- Mitzi Mabel Cadena como Citlalli López "La Mosca", secuestrada del C1
- Alessio Valentini Padilla como Emiliano Nava Urquiza, hijo de Emilia y Diego.

##### Actuación especial
- Diego Cadavid como Jaime Bray González, consultor del CENAPAZ
- Maxi Iglesias como Ovni, aliado de Emilia, Canek y Chela.
- Marina de Tavira como Patricia Lieberman, fiscal especial encargada de la investigación de la muerte de Diego Nava
- Harold Torres como Christopher "Chris" López
- y Fernando Luján como Tomás Urquiza, empresario y padre de Emilia.

### 2ª Temporada

#### Reparto principal
- Kate del Castillo como Emilia Urquiza García, Primera dama de México.
- Eréndira Ibarra como Mónica Álvarez / Ana Vargas-West, jefa de la Oficina de la Presidencia, agente de la Agencia Central de Inteligencia.
- Alberto Guerra como Canek Lagos Ruiz, hijo de Dolores y aliado de Emilia.
- Erik Hayser como Diego Nava Martínez, Presidente de México.
- Luis Ernesto Franco como Santiago Salazar D'Olhaberriague, miembro del cartel de los X-8
- y Álvaro Guerrero como José "Pepe" Barquet, secretario de gobernación; Presidente provisional.
- María del Carmen Farías como Dolores Lagos Ruiz, madre de Canek e institutriz de María y Emiliano.
- Tamara Mazarrasa como Zyan Torres, amiga de Chela, Canek y Chris.
- Martijn Kuiper como Simon Chase, periodista
- Jack Duarte como Freddie Crawford
- Isabel Aerenlund como Kelly Crawford
- Mitzi Mabel Cadena como Citlalli López "La Mosca", secuestrada del C1
- Aída López como Chela Lagos Ruiz, tía de Canek y pareja de Ovni.
- Claudette Maillé como Ofelia Pereda, Jefa de Gobierno
- Alicia Jaziz como María Nava Urquiza, hija de Emilia y Diego.
- Hernán Del Riego como Bruno Almada, general Secretario de la Defensa Nacional.
- Alessio Valentini Padilla como Emiliano Nava Urquiza, hijo de Emilia y Diego.
- Tania Ángeles como Jennifer Gómez

##### Actuación especial
- Maxi Iglesias como Ovni, aliado de Emilia, Canek y Chela.
- Juan Pablo Medina como Raúl Mejía, general
- y Otto Sirgo como Tomás Urquiza, empresario y padre de Emilia.

#### Recurrentes
- Jeimy Osorio como Amanda.
- Luciana Silveyra como Claudia Rojas, periodista (temporada 2).
- Juan José Pucheta como Benítez.
- Pablo Aztiazarán como Juan Cabo.
- Lourdes Reyes como Sofía.
- Dagoberto Gama como Juventino (temporada 2).
- Lourdes Ruiz como Meche.
- Jimena Luna como Emilia Urquiza García (joven).
- Ángel Cerlo como General Valdés.